# 山口弘長
山口 弘長（やまぐち ひろなが）は、江戸時代中期の大名。常陸国牛久藩の第5代藩主。

## 略歴
宝永4年（1707年）、和泉国大庭寺藩/伯太藩初代藩主・渡辺基綱の3男として誕生した。
享保14年（1729年）9月7日、牛久藩4代藩主・山口弘豊の長男・豊隆が早世したため、弘豊の娘婿・養嗣子となる。同年10月15日、8代将軍・徳川吉宗に拝謁する。享保16年（1731年）8月27日、養父の隠居により家督を継いだ。同年12月23日、従五位下修理亮に叙任する。享保17年（1732年）2月15日、藩主として初めてのお国入りの許可を得る。寛延4年（1751年）10月15日、大番頭に就任する。宝暦14年（1764年）7月23日、大番頭を辞職する。
領内では領民による助郷反対一揆などが起こって治世は多難を極めた上、大坂定番を勤めていたときには大坂金庫から金を紛失したために処罰されるという有様であった。
明和5年（1768年）11月12日、死去。享年62。弘豊の4男・弘倉を養嗣子としたが早世したため、跡は弘豊の5男の弘道が継いだ。

## 系譜
父母
- 渡辺基綱（実父）
- 山口弘豊（養父）

正室、継室
- 山口弘豊の娘（正室）
- 一柳末昆の娘（継室）

側室
- 祖母井氏

子女
- 山口弘称（次男）
- 渡辺伊綱正室後に新庄道規継室

養子
- 山口弘倉 ー 山口弘豊の四男
- 山口弘道 ー 山口弘豊の五男